# Soporte de impuestos
Un soporte de impuesto o tramo de impuesto es una división en la que cambian los tipos impositivos en un sistema progresivo de impuestos (o en un sistema de impuestos regresivos explícito, aunque esto es mucho más raro y combatido por injusto). Esencialmente, son los valores de corte para la base imponible - a los ingresos más allá de un cierto punto se aplica un tipo impositivo más alto.

## Ejemplo
Imagínese que hay tres categorías de impuestos: 10%, 20% y 30%. La tasa de 10% se aplica a los ingresos de $ 1 a $ 10.000, el límite del 20% se aplica a los ingresos de $ 10.001 a $ 20.000, y la tasa del 30% se aplica a todos los ingresos superiores a $ 20.000.
Bajo este sistema, alguien que gana $ 10.000 sería gravado a una tasa del 10%, pagando un total de $ 1.000. Alguien que gana $ 5.000 pagaría $ 500, y así sucesivamente.
Mientras tanto, alguien que gana $ 35.000 se enfrentaría a un cálculo más complicado. El impuesto sobre los primeros $ 10.000 sería de 10%, el impuesto de $ 10.001 a $ 20.000 sería de 20% y el impuesto por encima de que sería del 30%. Por lo tanto, tendría que pagar $ 1,000 por los primeros $ 10,000 de ingresos, $ 2,000 para los $ 10.000 de ingresos, y $ 4.500 para los últimos $ 15.000 de ingresos, en total, tendría que pagar $ 7,500, o alrededor de 21.4%.